# Gobiodon histrio
Gobiodon histrio är en fiskart som först beskrevs av Valenciennes, 1837.  Gobiodon histrio ingår i släktet Gobiodon och familjen smörbultsfiskar. IUCN kategoriserar arten globalt som livskraftig. Inga underarter finns listade i Catalogue of Life.